# 安徳駅
安徳駅（あんとくえき）は、長崎県島原市北安徳町にあった島原鉄道島原鉄道線の駅（廃駅）である。

## 歴史
- 1922年（大正11年）4月22日：口之津鉄道により安中村駅（あんなかむらえき）として開業。
- 1943年（昭和18年）7月1日：会社合併により、島原鉄道の駅となる。
- 1960年（昭和35年）
  - 7月5日：交換設備撤去。
  - 11月5日：安徳駅に改称。
- 1986年（昭和61年）7月：駅舎新築[1]
- 1993年（平成5年）4月28日：営業休止。
- 1997年（平成9年）4月1日：営業再開。約100 m北へ移転し高架化。
- 2008年（平成20年）4月1日：島原外港 - 加津佐間の廃線により、廃駅となる。

## 駅構造

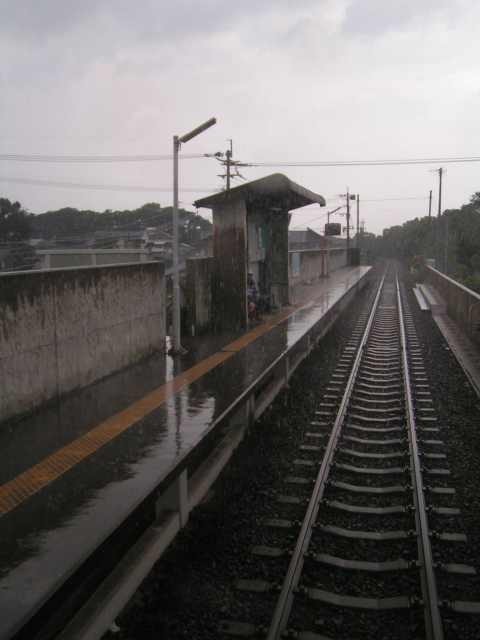
ホーム（2006年8月）

単式ホーム1面1線を有する高架駅。無人駅であり、ホームは線路の北西側に設置されている。1997年（平成9年）4月の災害復旧によって地上駅から高架駅に移行した。
ホームの瀬野深江方から地平に至る階段がおりており、これが駅の出入り口となる。駅舎はなく、ホーム上、階段のすぐ秩父が浦方に待合所が設置されている。

## 利用状況
営業最終年度である2007年度の年間乗車人員は10,932人、降車人員は13,271人であった。
| 年度               | 年間 乗車人員 | 年間 降車人員 |
| ------------------ | ------------- | ------------- |
| 1997年（平成09年） | 11,826        | 14,002        |
| 1998年（平成10年） | 8,752         | 11,891        |
| 1999年（平成11年） | 9,577         | 11,287        |
| 2000年（平成12年） | 10,170        | 12,229        |
| 2001年（平成13年） | 9,936         | 11,090        |
| 2002年（平成14年） | 10,544        | 11,760        |
| 2003年（平成15年） | 10,184        | 11,237        |
| 2004年（平成16年） | 8,722         | 10,037        |
| 2005年（平成17年） | 10,081        | 11,444        |
| 2006年（平成18年） | 11,488        | 13,254        |
| 2007年（平成19年） | 10,932        | 13,271        |

## 駅周辺
駅の北側と南側に人家がある。西側は大半が畑である。ホームの下を小さな川が流れている。
駅の瀬野深江方で島原鉄道の線路は水無川を安新大橋で渡っており、ホームからもこの橋を望むことができる。
- 島原市立第三中学校
- 島原自動車学校
- 島原市立第五小学校
- 真光寺
- 国道251号
- 国道57号
- 島原復興アリーナ
- 雲仙岳災害記念館

## 現状
廃線後の現在も、駅および安新大橋は存置されており、付近を走る国道251号などの道路からその様子を見ることができる。ただし、駅入口にロープが張られているため、駅内に行くことはできない。

## 隣の駅
島原鉄道
島原鉄道線
秩父が浦駅 - 安徳駅 - 瀬野深江駅